# 下王镇
下王镇，中国浙江省绍兴市嵊州市下辖的一个镇。

## 行政区划
现辖：
石舍村、何村、叶岙村、高山村、高彦岭村、郑家岙村、樟家田村、童家坞村、小溪村、下王村、上店村、溪后村、梅坑村、泉岗村、日月村、清溪村、青桥村、沙弄村和大浦平村。